# Referendarz wielki litewski
Referendarz wielki litewski (łac. referendarius Lithuaniae) –
urząd centralny niesenatorski I Rzeczypospolitej. 
Powołany został przez króla Zygmunta II Augusta. W Wielkim Księstwie Litewskim było ich dwóch - duchowny i świecki. Byli stale obecni na dworze monarchy, przyjmując osoby prywatne i później referując ich prośby kanclerzowi i królowi. Około 1600 stali się urzędnikami sądowymi, stając na czele sądów referendarskich, rozpatrujących sprawy chłopów z dóbr królewskich z dzierżawcami i starostami. Zasiadali także w sądach asesorskich, sądach relacyjnych i sejmowych. Od 1775, spośród referendarzy wybierano sekretarzy Rady Nieustającej i jej Departamentu Interesów Cudzoziemskich.